# Rita Moreno

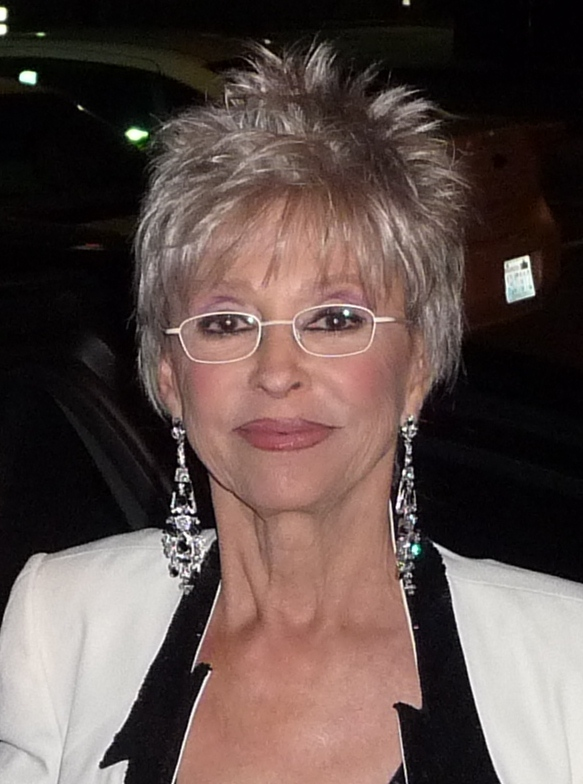
Rita Moreno (2011)

Rita Moreno (* 11. Dezember 1931 als Rosita Dolores Alverio in Humacao) ist eine puerto-ricanische Schauspielerin und Sängerin. In ihrer über 70-jährigen Karriere feierte sie sowohl am Broadway als auch in Hollywood Erfolge. Moreno zählt zu den wenigen Künstlern, die mit dem Oscar, dem Grammy, dem Emmy, dem Tony Award und dem Golden Globe alle wichtigen Preise der amerikanischen Unterhaltungsindustrie gewonnen haben.

## Leben und Karriere
Im Alter von fünf Jahren zog Moreno mit ihrer Mutter nach New York City. Mit elf Jahren synchronisierte sie amerikanische Filme ins Spanische. Mit 13 Jahren hatte sie ihre erste Broadway-Rolle, mit der sie die Aufmerksamkeit von Talentsuchern aus Hollywood erregte, wo sie 1950 in So jung und so verdorben an der Seite von Paul Henreid ihr Filmdebüt gab. Im folgenden Jahrzehnt spielte sie in mehreren Filmen, war allerdings mit ihren stereotypischen Rollen unzufrieden – meist spielte sie heißblütige, naive Latinas in Nebenrollen. Einen kleinen Auftritt übertrug man ihr 1951 als Stummfilmstar Zelda Zanders in Singin’ in the Rain, einem der erfolgreichsten Filmmusicals aller Zeiten. Ihre wahrscheinlich beste Filmrolle während der 1950er-Jahre hatte sie in Der König und ich an der Seite von Yul Brynner und Deborah Kerr.
1961 spielte Moreno im Filmmusical West Side Story die Figur der puerto-ricanischen Einwandererin Anita, deren Freund durch Bandenkonflikte stirbt, und gewann als erste Schauspielerin hispanischer Abstammung einen Oscar (in der Kategorie Beste Nebendarstellerin). Die Rolle machte Moreno weltweit bekannt, allerdings fielen die Rollenangebote in Hollywood weiterhin einseitig aus. Moreno lehnte diese Rollen ab und kehrte an den Broadway zurück. Erst 1969 übernahm sie wieder Filmrollen in Hollywood, als sie neben Marlon Brando in Am Abend des folgenden Tages und an der Seite von James Garner in Marlowe auftrat. 1975 wurde sie am Broadway für ihren Auftritt in Terrence McNallys Komödie The Ritz mit dem Tony Award ausgezeichnet, diese Rolle spielte sie auch ein Jahr später in der gleichnamigen Verfilmung.

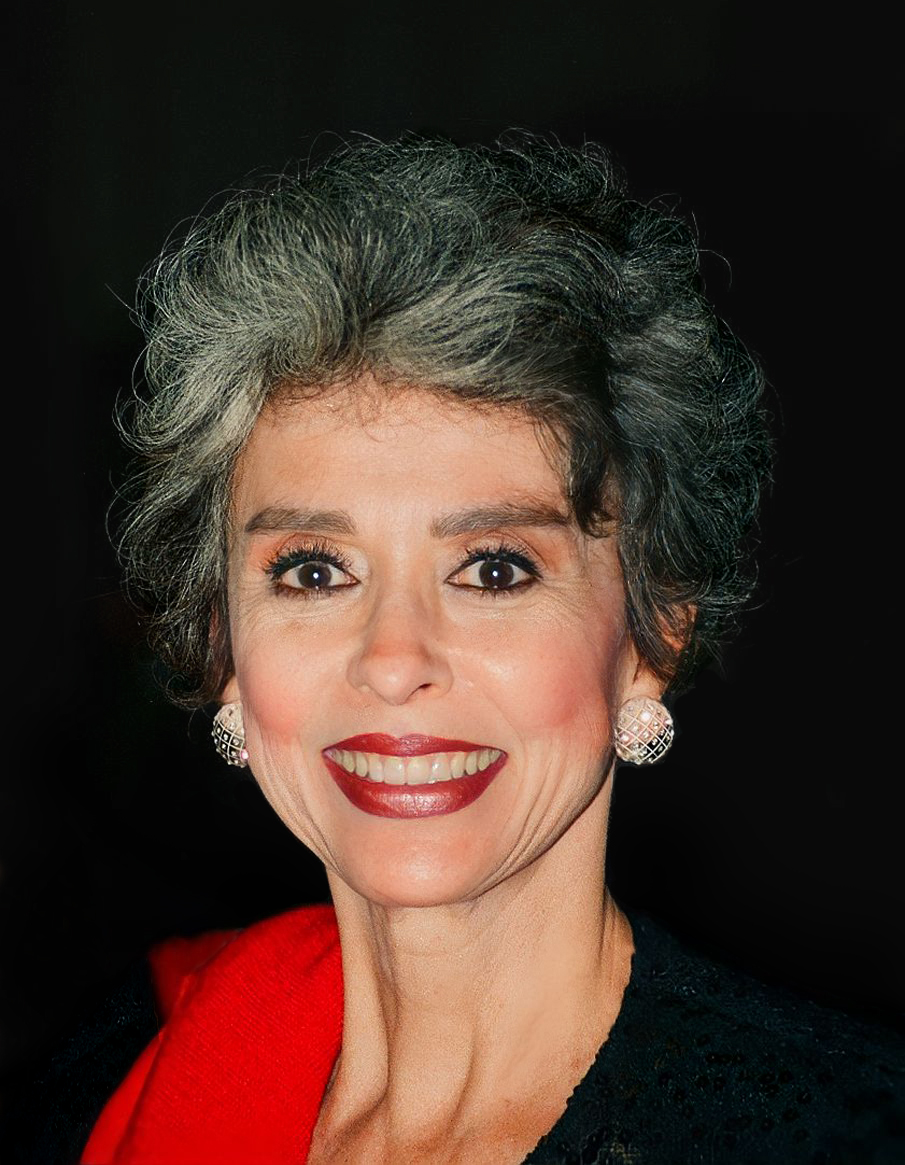
Rita Moreno (1998)

Im Fernsehen wirkte Moreno zwischen 1971 und 1977 an der in den USA bis heute populären Kinderserie The Electric Company mit. In dieser Sendung, die Grundschülern durch komische Sketche Bildung vermitteln sollte, war Moreno Ensemblemitglied. Mit dem Soundtrack-Album der Electric Company gewann Moreno 1972 einen Grammy Award. Den Emmy Award in der Kategorie Outstanding Individual Performance in a Variety or Music Program erhielt sie 1977 für ihren Gastauftritt in der Muppet Show. In den 1980er-Jahren war sie Hauptdarstellerin der Sitcom 9 to 5, die auf dem gleichnamigen Kinofilm basierte. Zwischen 1997 und 2003 war sie in der Fernsehserie Oz – Hölle hinter Gittern in einer wiederkehrenden Rolle als Nonne und ausgebildete Psychologin Schwester Reimondo zu sehen.
Von 2017 bis 2020 gehörte Moreno zur Hauptbesetzung der preisgekrönten Netflix-Comedy One Day at a Time, sie verkörperte darin die lebenslustige Matriarchin einer kubanisch-amerikanischen Familie. In der Neuverfilmung von West Side Story durch Steven Spielberg verkörperte Moreno im Jahr 2021 eine Nebenrolle als Ladenbesitzerin Valentina (an die Figur des Doc im originalen West Side Story angelehnt) und fungiert ebenfalls als Mitproduzentin.

## Musik
1959 veröffentlichte Moreno mit Warm, Wild, Wonderful ihre erste LP. Im Jahr 1998 wirkte sie in dem von Prince veröffentlichten Musikvideo The One mit, bei dem dessen damalige Ehefrau Mayte Garcia Regie führte. Moreno verkörpert im Video die Mutter von Garcia. 2000 erschien nach 49 Jahren ihr zweites Studioalbum Rita Moreno mit Pop- und Jazz-Standards. 2015 folgte Una vez más in spanischer Sprache.

## Privates

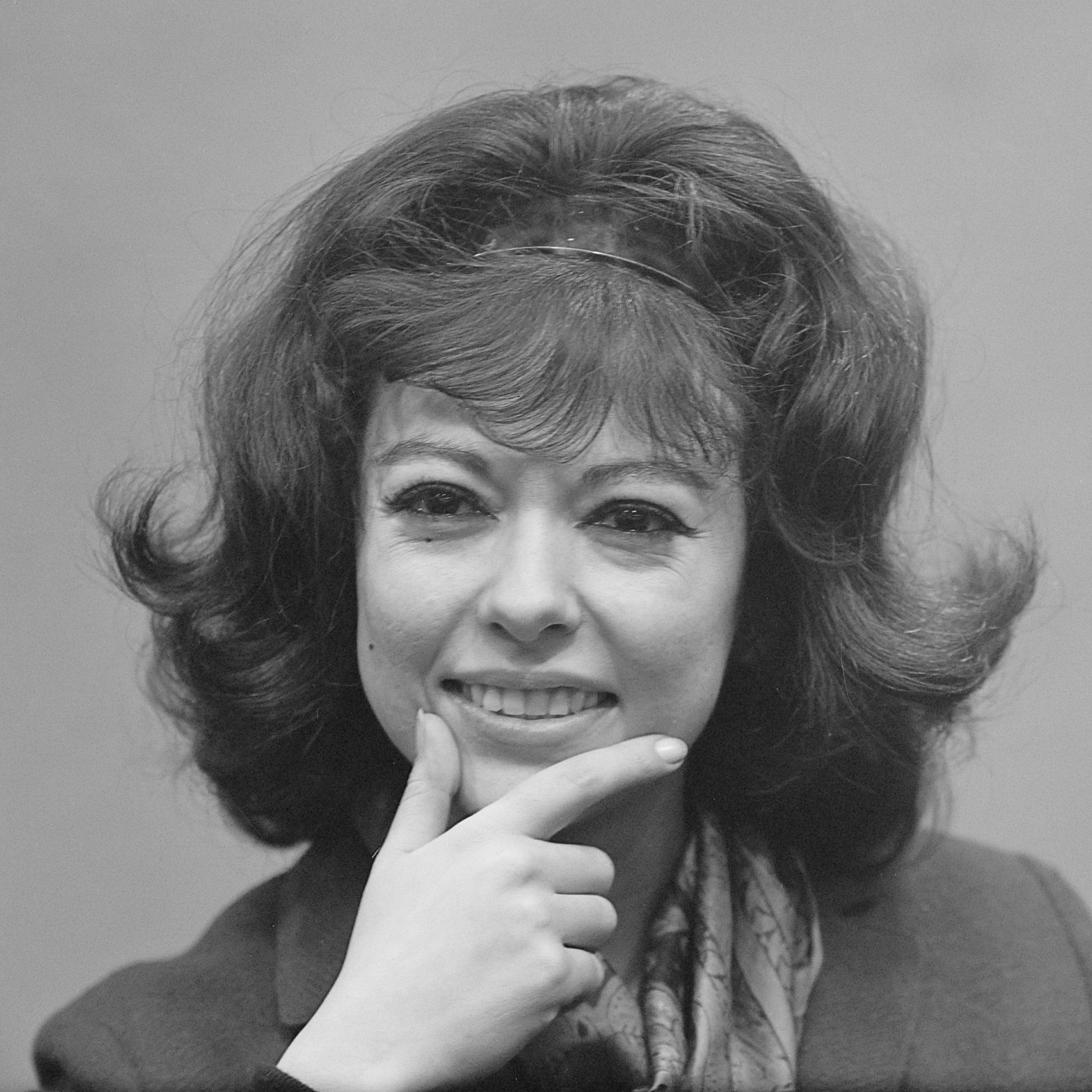
Rita Moreno (1963)

Ab Mitte der 1950er-Jahre hatte Moreno eine etwa achtjährige Affäre mit Marlon Brando. Als sie schwanger wurde, wurde sie von Brando zu einer Abtreibung überredet, woraufhin sie einen Suizidversuch unternahm. Moreno ging auch mit Elvis Presley aus.
Am 18. Juni 1965 heiratete Moreno den Kardiologen Lenny Gordon (1920–2010), mit dem sie bis zu dessen Tod verheiratet blieb und der zugleich ihr Manager war. Sie haben eine gemeinsame Tochter.

## Auszeichnungen (Auswahl)

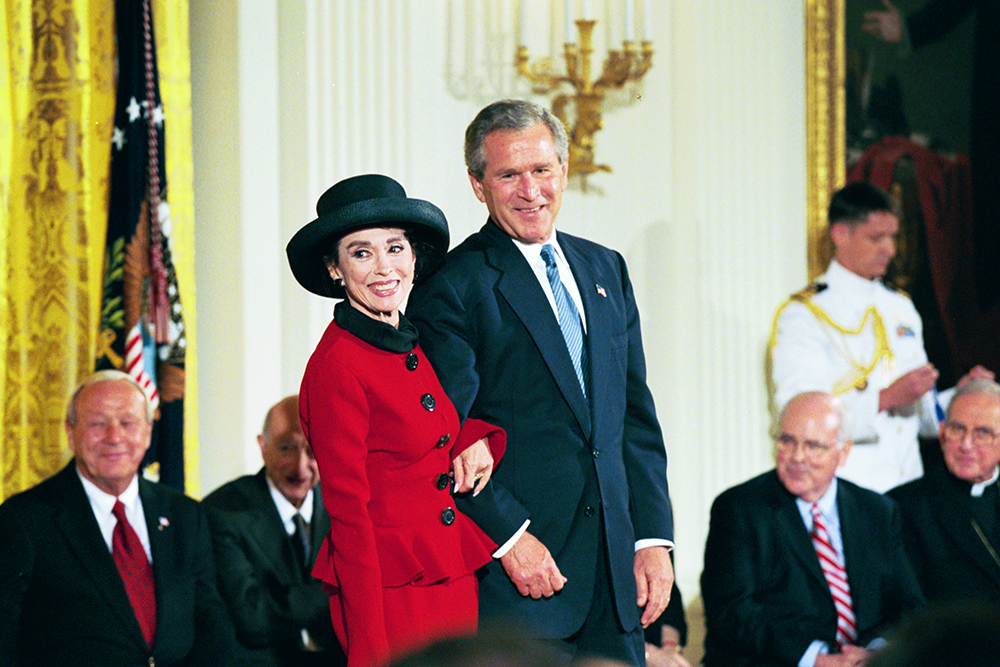
Rita Moreno erhält die Presidential Medal of Freedom durch George W. Bush

Moreno gehört seit ihrem Emmy-Gewinn 1977 zu dem nur 19 Künstler umfassenden Kreis, der mit Oscar, Emmy, Tony und Grammy Award die wichtigsten Preise der US-Unterhaltungsindustrie in ihren jeweiligen Bereichen Kino, Fernsehen, Theater und Musik gewinnen konnte.
1995 erhielt sie einen Stern auf dem Walk of Fame auf dem Hollywood Boulevard. US-Präsident George W. Bush überreichte Moreno 2004 die Freiheitsmedaille („The Presidential Medal of Freedom“), die höchste zivile Auszeichnung in den USA. 2009 wurde sie von Präsident Barack Obama mit der National Medal of Arts geehrt. 2013 bekam sie auch den Screen Actors Guild Life Achievement Award für ihr Lebenswerk zugesprochen und hat damit alle wichtigen amerikanischen Filmpreise gewonnen. 2015 erhielt sie den Kennedy-Preis.
- 1961: Oscar als Beste Nebendarstellerin für West Side Story
- 1961: Golden Globe Award als Beste Nebendarstellerin für West Side Story
- 1972: Grammy Award für das Beste Kinderalbum für das The Electric Company Album
- 1975: Tony Award als Beste Nebendarstellerin für das Stück The Ritz
- 1975: BAFTA-Award-Nominierung als Beste Hauptdarstellerin für den Film The Ritz
- 1975: Golden-Globe-Award-Nominierung als Beste Hauptdarstellerin – Komödie oder Musical für den Film The Ritz
- 1977: Emmy Award für die beste Leistung in einer Musik- oder Varieteshow für ihren Auftritt in Die Muppet Show
- 1978: Emmy Award als Beste Gastdarstellerin einer Dramaserie für ihren Auftritt in Detektiv Rockford – Anruf genügt
- 1982: Golden-Globe-Award-Nominierung als Beste Serien-Hauptdarstellerin – Komödie oder Musical für 9 to 5
- 1985: Theaterpreis Sarah Siddons Award für ihre Rolle in der weiblichen Version von Ein seltsames Paar
- 1995: Stern auf dem Hollywood Walk of Fame
- 1998: ALMA Award für ihr Lebenswerk
- 1998, 1999, 2002: ALMA Award als Beste Schauspielerin einer Dramaserie für Oz
- 2000: Auszeichnung der Library of Congress für ihr Lebenswerk
- 2004: Presidential Medal of Freedom
- 2009: National Medal of Arts
- 2012: Latin Grammy Lifetime Achievement Award des Latin Grammys für ihr Lebenswerk
- 2013: Screen Actors Guild Life Achievement Award für ihr Lebenswerk
- 2015: Kennedy-Preis für ihr Lebenswerk
- 2016: Ehrendoktorwürde der Musik von dem Berklee College of Music[14]
- 2018: Ellis Island Medal of Honor
- 2019: Peabody Award für ihr Lebenswerk
- 2020: Grand Marshal der Rose Parade
- 2022: BBC 100 Women[15]

## Filmografie (Auswahl)
- 1950: So jung und so verdorben (So Young So Bad)
- 1950: Der Fischer von Louisiana (The Toast of Louisiana)
- 1950: Liebeslied auf Tahiti (Pagan Love Song)
- 1952: Du sollst mein Glücksstern sein (Singin’ in the Rain)
- 1953: Fort der Rache (Fort Vengeance)
- 1953: Serenade in Rio (Latin Lovers)
- 1954: Der Schatz der Jivaro (Jivaro)
- 1954: Die Hand am Abzug (The Yellow Tomahawk)
- 1954: Der Garten des Bösen (Garden of Evil)
- 1955: Die Unbezähmbaren (Untamed)
- 1955: Die sieben goldenen Städte (Seven Cities of Gold)
- 1956: Meine Frau, der Leutnant (The Lieutenant Wore Skirts)
- 1956: Der König und ich (The King and I)
- 1956: König der Vagabunden (The Vagabond King)
- 1957: Lederstrumpf: Der Wildtöter (The Deerslayer)
- 1958: Vater ist der Beste (Father Knows Best, Fernsehserie, Folge 5x10)
- 1959: Abenteuer im wilden Westen (Zane Grey Theater, Fernsehserie, Folge 3x21)
- 1960: Sie kannten keine Gnade (This Rebel Breed)
- 1961: Sommer und Rauch (Summer and Smoke)
- 1961: West Side Story
- 1962: Der Rebell von Palawan (Samar)
- 1963: Kugeltanz nach Mitternacht (Cry of Battle)
- 1963: Amos Burke (Burke’s Law, Fernsehserie, Folge 1x05)
- 1969: Am Abend des folgenden Tages (The Night of the Following Day)
- 1969: Leben um jeden Preis (Popi)
- 1969: Der Dritte im Hinterhalt (Marlowe)
- 1971: Die Kunst zu lieben (Carnal Knowledge)
- 1971–1978: The Electric Company (Fernsehserie, 780 Folgen)
- 1974–1990: Sesamstraße (Sesame Street, Fernsehserie, 7 Folgen)
- 1976: Der Mörder lauert in der Sauna (The Ritz)
- 1976: Muppet Show (Fernsehserie, Folge 1x05)
- 1978–1979: Detektiv Rockford – Anruf genügt (The Rockford Files; Fernsehserie, 3 Folgen)
- 1981: Vier Jahreszeiten (The Four Seasons)
- 1982–1983: 9 to 5 (Fernsehserie, 33 Folgen)
- 1983: Love Boat (The Love Boat, Fernsehserie, 2 Folgen)
- 1987: Die Bill Cosby Show (The Cosby Show, Fernsehserie, Folge 3x18)
- 1987: Golden Girls (The Golden Girls, Fernsehserie, Folge 2x26)
- 1989: Miami Vice (Fernsehserie, Folge 5x11)
- 1989–1990: B.L. Stryker (Fernsehserie, 6 Folgen)
- 1991: Verducci und Sohn (Top of the Heap, Fernsehserie, 6 Folgen)
- 1993: Küß’ mich, John (Hearts Afire, Fernsehserie, Folge 1x17)
- 1994: Die Nanny (Fernsehserie, Folge 1x19 Die Turnlehrerin)
- 1994: Life Is Trouble (I Like It Like That)
- 1994–1995: Detektiv Hanks (The Cosby Mysteries, Fernsehserie, 16 Folgen)
- 1994–1999: Wo steckt Carmen Sandiego? (Where on Earth Is Carmen Sandiego?, Fernsehserie, 39 Folgen, Sprechrolle)
- 1995: Angus – voll cool (Angus)
- 1995: Escort Service – Lieferung frei Haus (Italian Movie)
- 1997: Murphy Brown (Fernsehserie, Folge 10x03)
- 1997: Ein Hauch von Himmel (Touched by an Angel, Fernsehserie, Folge 4x10)
- 1997–2003: Oz – Hölle hinter Gittern (Oz, Fernsehserie, 55 Folgen)
- 1998: Hauptsache Beverly Hills (Slums of Beverly Hills)
- 1999: Resurrection – Die Auferstehung (Resurrection, Fernsehfilm)
- 1999: Rockford: Nur Blut verkauft sich gut (The Rockford Files: If It Bleeds…It Leads, Fernsehfilm)
- 2000: Blue Moon
- 2003: The Guardian – Retter mit Herz (The Guardian, Fernsehserie, 3 Folgen)
- 2003: Casa de los babys
- 2005: Law & Order: Special Victims Unit (Fernsehserie, Folge 6x20)
- 2006–2007: Criminal Intent – Verbrechen im Visier (Law & Order: Criminal Intent, Fernsehserie, 3 Folgen)
- 2007: Ugly Betty (Fernsehserie, Folge 1x22)
- 2007: Cane (Fernsehserie, 13 Folgen)
- 2011–2013: Happily Divorced (Fernsehserie, 34 Folgen)
- 2013: Nicky Deuce (Fernsehfilm)
- 2014: Rio 2 – Dschungelfieber (Rio 2, Sprechrolle)
- 2014: Six Dance Lessons in Six Weeks
- 2015: Ein wundervolles Geschenk (A Gift of Miracles, Fernsehfilm)
- 2015: Getting On – Fiese alte Knochen (Getting On, Fernsehserie, Folge 3x06)
- 2015–2019: Jane the Virgin (Fernsehserie, 5 Folgen)
- 2016: Grey’s Anatomy (Fernsehserie, Folge 12x14 Assistenzarzt-Roulette)
- 2016: Grace and Frankie (Fernsehserie, Folge 2x02 Der Vitaminmix)
- 2017–2020: One Day at a Time (Fernsehserie, 46 Folgen)
- 2019: Carmen Sandiego (Fernsehserie, 3 Folgen, Sprechrolle)
- 2021: Rita Moreno: Just a Girl Who Decided to Go for It (Dokumentarfilm)
- 2021: West Side Story
- 2022: Grünes Ei mit Speck (Green Eggs and Ham, Fernsehserie, 7 Folgen, Sprechrolle)
- 2023: Brady’s Ladies (80 for Brady)
- 2023: Fast & Furious 10 (Fast X)
- 2023: Family Switch

## Rezeption

### Filmdokumentation
- Rita Moreno: Just a Girl Who Decided to Go for It. Von Mariem Pérez Riera. USA, 2021, 90 Min.